# Canton d'Agen
Pour les articles homonymes, voir Canton d'Agen (homonymie).
Le canton d'Agen est une ancienne division administrative française située dans le département de Lot-et-Garonne, de 1790 à 1801.

## Historique
Le canton d'Agen est l'un des cantons de Lot-et-Garonne créés en 1790, en même temps que les autres cantons français. Il a d'abord été rattaché au district d'Agen jusqu'en 1795, date de suppression des districts.
En 1801, il est scindé en deux : canton d'Agen-1 et canton d'Agen-2.

## Géographie
Ce canton était organisé autour d'Agen.

## Administration
| Période                                  | Période | Identité | Étiquette | Qualité |
| ---------------------------------------- | ------- | -------- | --------- | ------- |
| Les données manquantes sont à compléter. |         |          |           |         |
|                                          |         |          |           |         |

## Composition
Il était composé de neuf communes :
- Agen[C 1],
- Bajamont[C 2],
- Boé[C 3],
- Bon Encontre[C 4],
- Dolmayrac[C 5],
- Foulayronnes[C 6],
- Pont du Casse[C 7],
- Saint Cirq[C 8],
- Saint Hilaire[C 9].